# Hôtel Fürstenhof (Berlin)

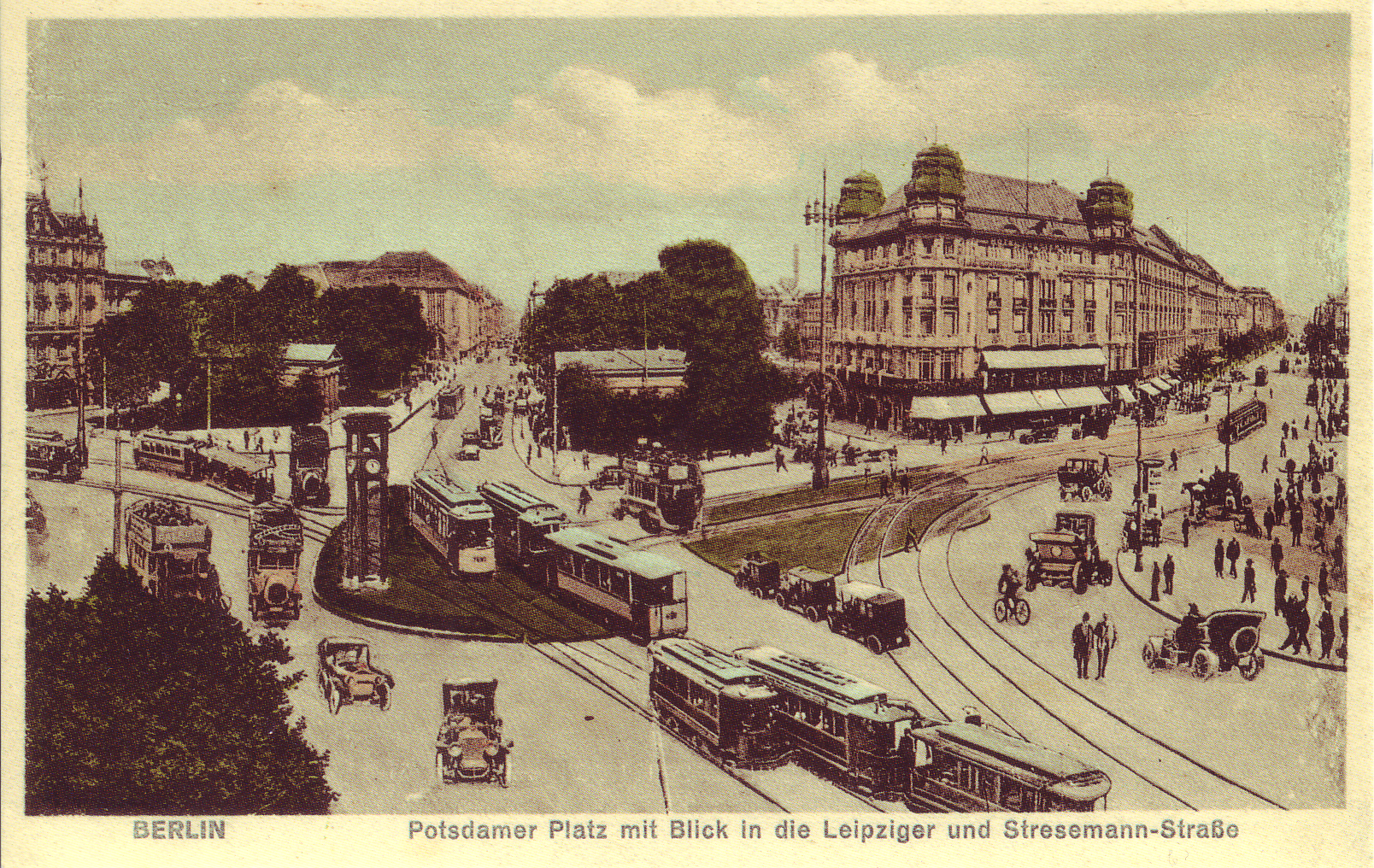
La Potsdamer Platz dans les années 1920, avec l'hôtel Fürstenhof en haut à droite.

L’hôtel Fürstenhofl était un hôtel de luxe de Berlin situé sur la Leipziger Platz et la Potsdamer Platz. Il est ouvert en 1907 et détruit par les bombardements alliés pendant la Seconde Guerre mondiale, le 22 novembre 1943.

## Historique
L'architecture de l'hôtel (les architectes sont Richard Bielenberg et Josef Moser) comprenait des éléments Art nouveau, du Modernisme et du néo-baroque. L'intérieur du bâtiment a été décoré avec élaboration, comprenant une fontaine conçue par Ludwig Mayer et des sculptures de Richard Kuhn.

## Ruines de l'hôtel après la guerre

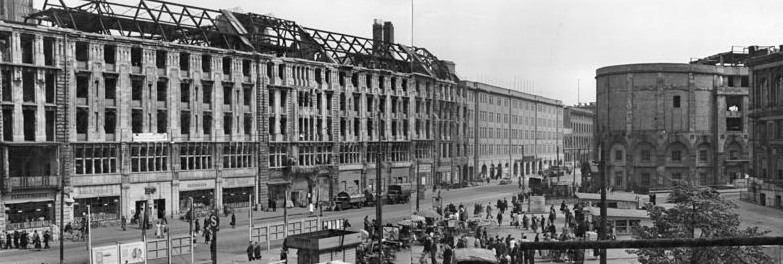
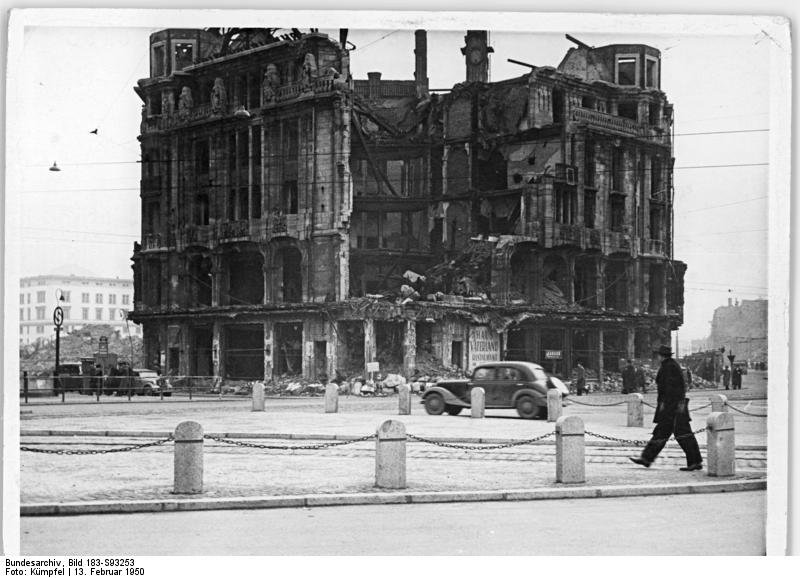
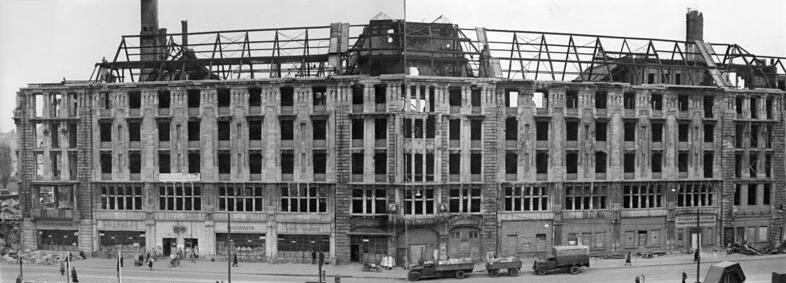